# Прапор Смоленської області

Прапор Смоленської області

Прапор Смоленської області є символом Смоленської області. Прийнято 10 грудня 1998 року. 

## Опис
Опис прапора Смоленської області: 
У прямокутному полотнищі червоного кольору з відношенням ширини до довжини 2:3 унизу покладено дві жовті смуги, що займають по 5 відсотків ширини прапора й поділяючі прапор по ширині на три частини в співвідношенні 6:2:1. Нагорі в ратища поміщений малий герб Смоленської області — щит із шапкою, що займає 45 відсотків ширини й 20 відсотків довжини прапора, а вертикальна вісь герба ділить прапор у співвідношенні 1:4. Полотнище прапора може бути обрамлене золотою бахромою. 